# 제한물권
제한물권(制限物權)은 물권의 일종으로서 전면적인 지배의 권능을 가지는 소유권과 달리 목적물인 물건의 가치를 제한적으로 지배하는 권능을 가진 권리이다. 제한물권은 크게 용익물권과 담보물권의 두 가지로 나뉘는데, 용익물권은 목적물의 사용가치를 지배하는 권능을 가지고, 담보물권은 목적물의 교환가치를 지배하는 권능을 가진다.
원칙적으로 소유권은 목적물을 전면적으로 지배하는 권능을 가지지만, 제한물권의 등장으로 그러한 원칙에 제한이 가해지게 되었다. 즉, 제한물권이 설정된 물건의 소유자는 그 소유권을 행사함에 있어 제한물권에 의한 제약을 받게 되는 것이다. 예컨대, 전세권이 설정된 주택의 소유자는 그 주택이 자신의 소유임에도 불구하고 그 주택을 사용할 수 없다.
거래의 신속성과 복잡성이 증대되고 있는 현대에 있어서, 소유권에 비해서 제한물권의 중요성이 갈수록 커지는 경향이 있다. 잠시 사용할 부동산이라면 굳이 소유권 자체를 확보하기보다는 저렴한 가격에 임대하여 사용하는 것이 합리적이라 할 수 있는 것이다. 한편으로 부동산 소유자는 굳이 그 부동산을 사용 및 수익할 계획을 직접 수립할 필요가 없이, 타인에게 제한물권을 설정해줌으로서 손쉽게 안정적인 수입을 거둘 수 있다. 토지소유권이 사실상 토지사용료징수권으로 변화하고 있는 것은 그러한 실례로 들 수 있다.

## 담보물권
담보물권은 제한물권의 일종으로서 목적물의 교환가치를 지배하는 물권이다. 이의 기본적인 기능은 채무자를 심리적으로 압박하여 신속한 채무의 이행을 담보하는 데에 있다. 담보물권의 설정을 받아두면 그 권리를 행사하여 대금(貸金)의 변제 등이 용이하게 된다. 즉 담보물권에는 첫째로 담보물에서 다른 채권보다도 먼저 변제를 받는 효력(우선변제적 효력), 둘째로 담보물의 인도를 거절하여 담보제공자에게 심리적 압박을 가해 변제를 재촉하는 효과(유지적 효력) 등이 있다.
저당권자 등과 같은 담보물권자는 목적물의 교환가치를 지배할 뿐 사용가치를 지배하지는 못한다. 이는 다시 말해 담보물권자가 해당 권리의 목적물을 사용할 권리를 가지지는 못함을 의미한다. 단 담보물권자는 목적물의 교환가치를 지배할 권리를 가지므로, 목적물이 경매 등의 절차로 환가되었을 때의 가치에 대해 권리를 주장할 수 있다. 예를 들면 어느 부동산에 저당권이 설정되어 있다고 할 때, 담보물권자는 그 부동산을 사용할 권리를 주장하지 못한다. 그러나, 그 부동산이 경매 절차를 통해 환가되면 저당권자는 그 경매의 대가에 대해 우선적으로 권리를 주장할 수 있는 것이다.
한국의 민법은 담보물권으로서 유치권·질권·저당권의 세 종류를 규정하고 있다.